# کلیسای جامع سانتیاگو ده کومپوستلا
کلیسای جامع سانتیاگو ده کومپوستلا (انگلیسی: Santiago de Compostela Cathedral) یک کلیسای جامع کاتولیک در سانتیاگو ده کومپوستلا، اسپانیا است.
این کلیسا که در از سال ۱۰۷۵ تا ۱۲۱۱ میلادی ساخته شده دارای ۱۰۰ متر طول، ۷۰ متر عرض و ۱۲۰۰ نفر ظرفیت برای مراسم‌های مذهبی می‌باشد. این کلیسا به‌عنوان بخش تاریخی شهر سانتیاگو ده کومپوستلا در سال ۱۹۸۵ در فهرست میراث جهانی یونسکو ثبت شده‌است.

## نگارخانه

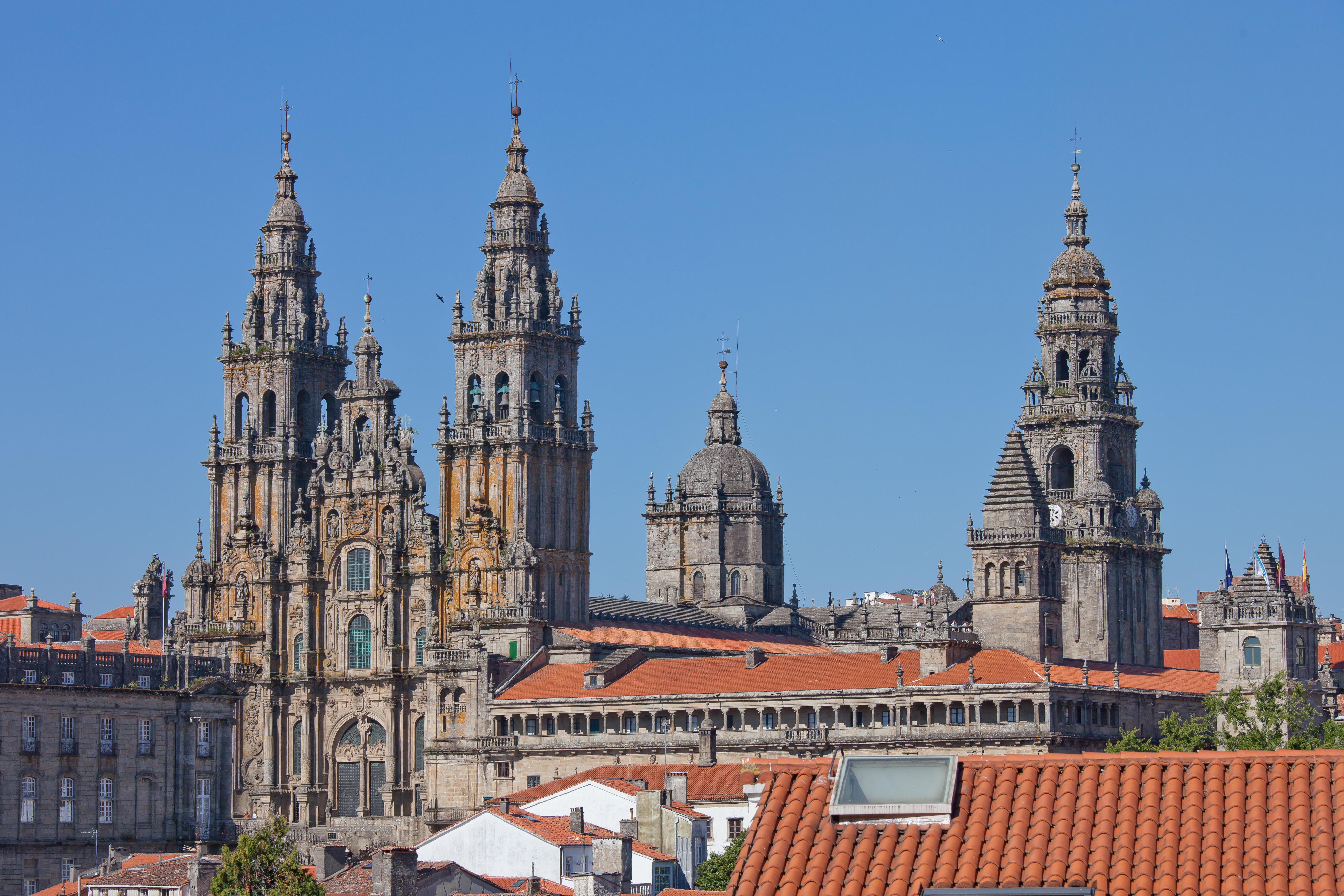
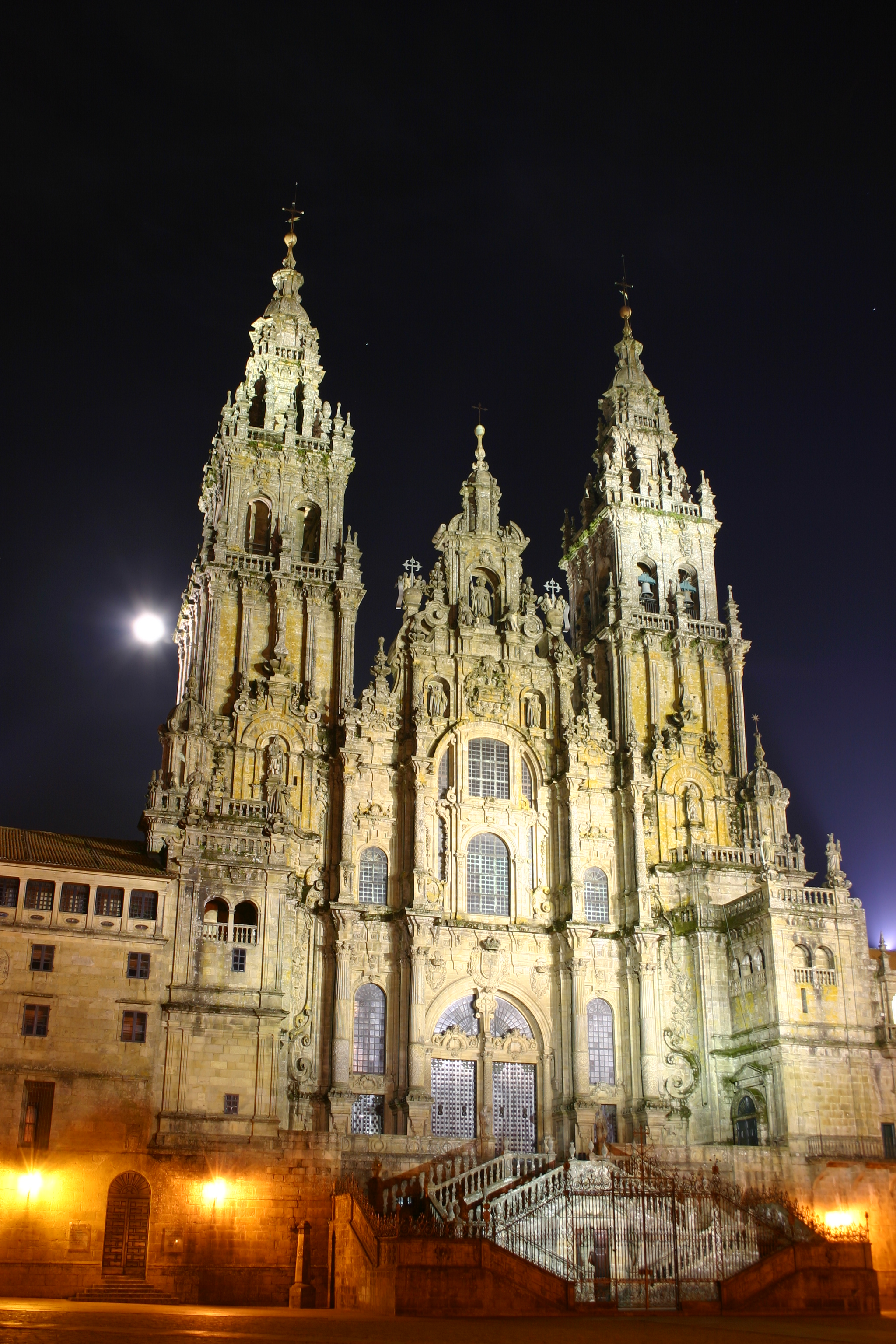
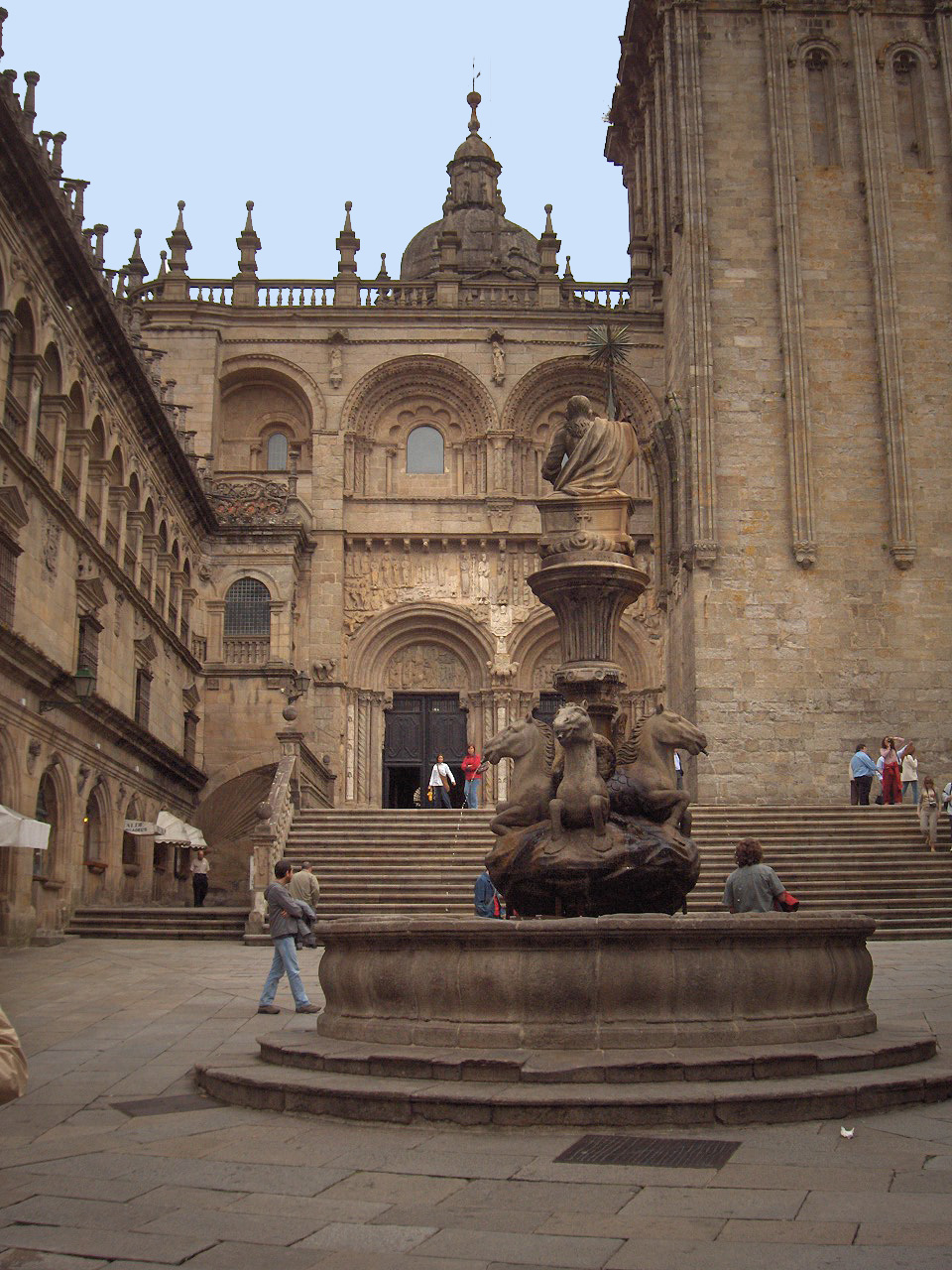
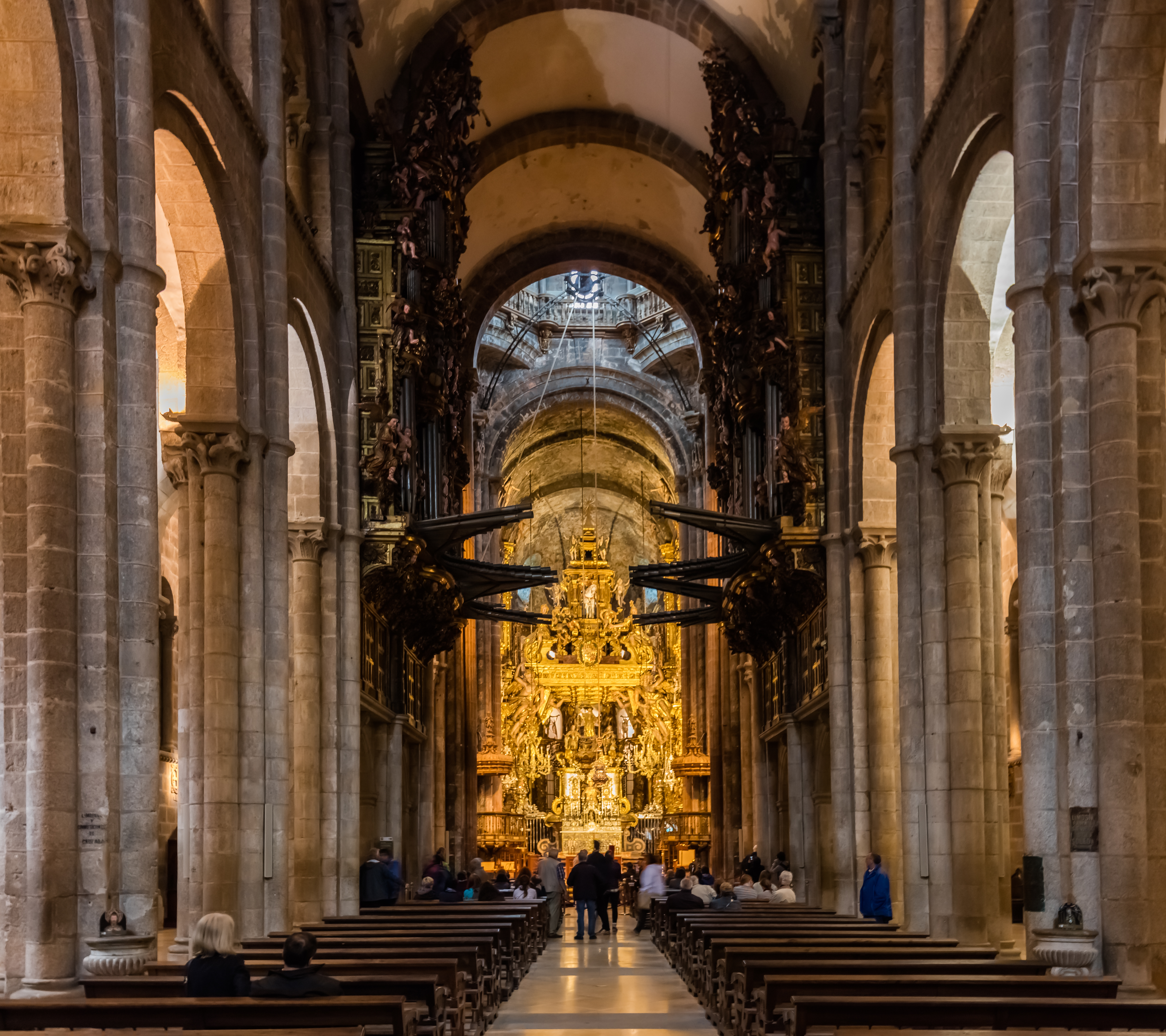
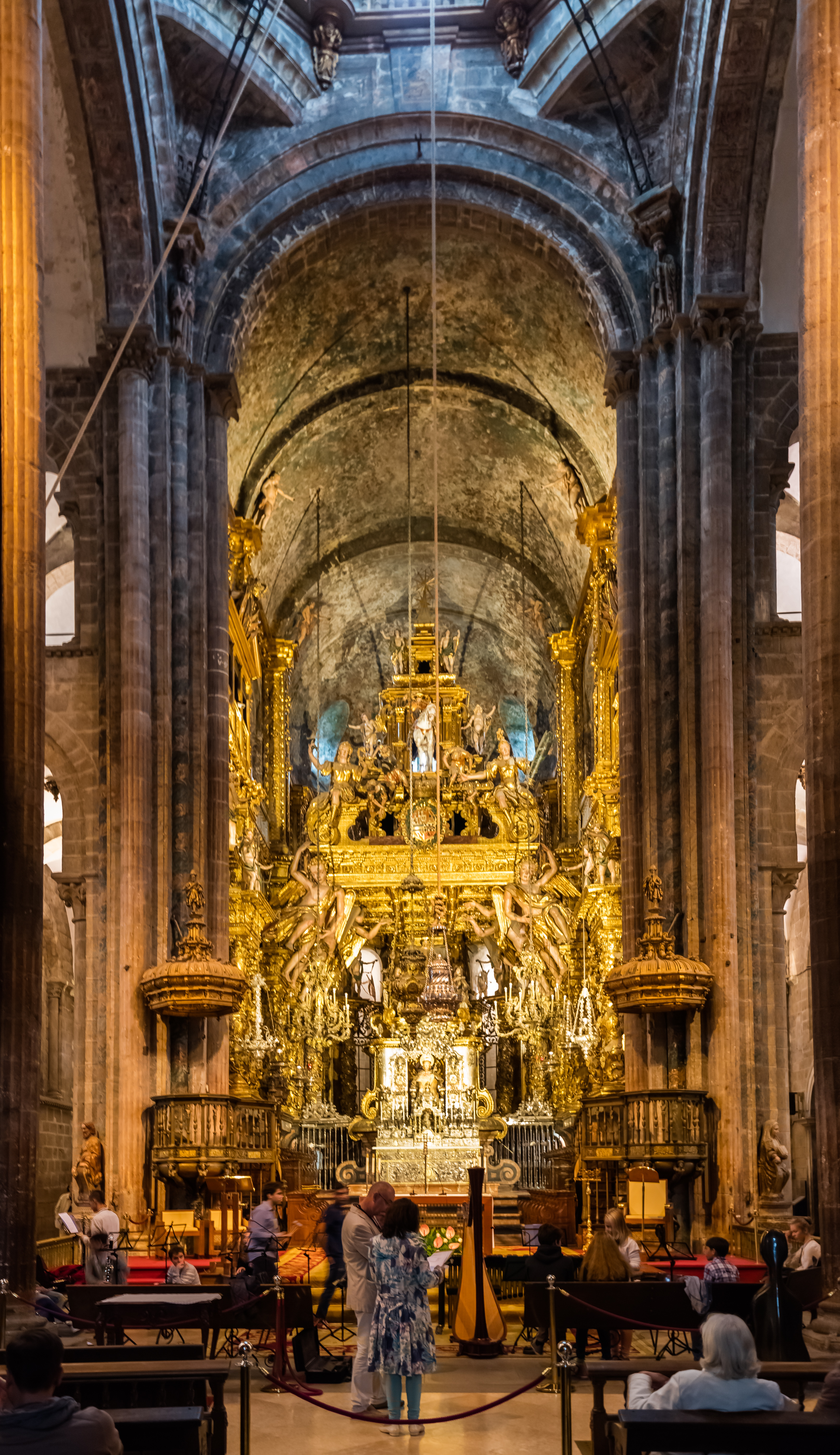
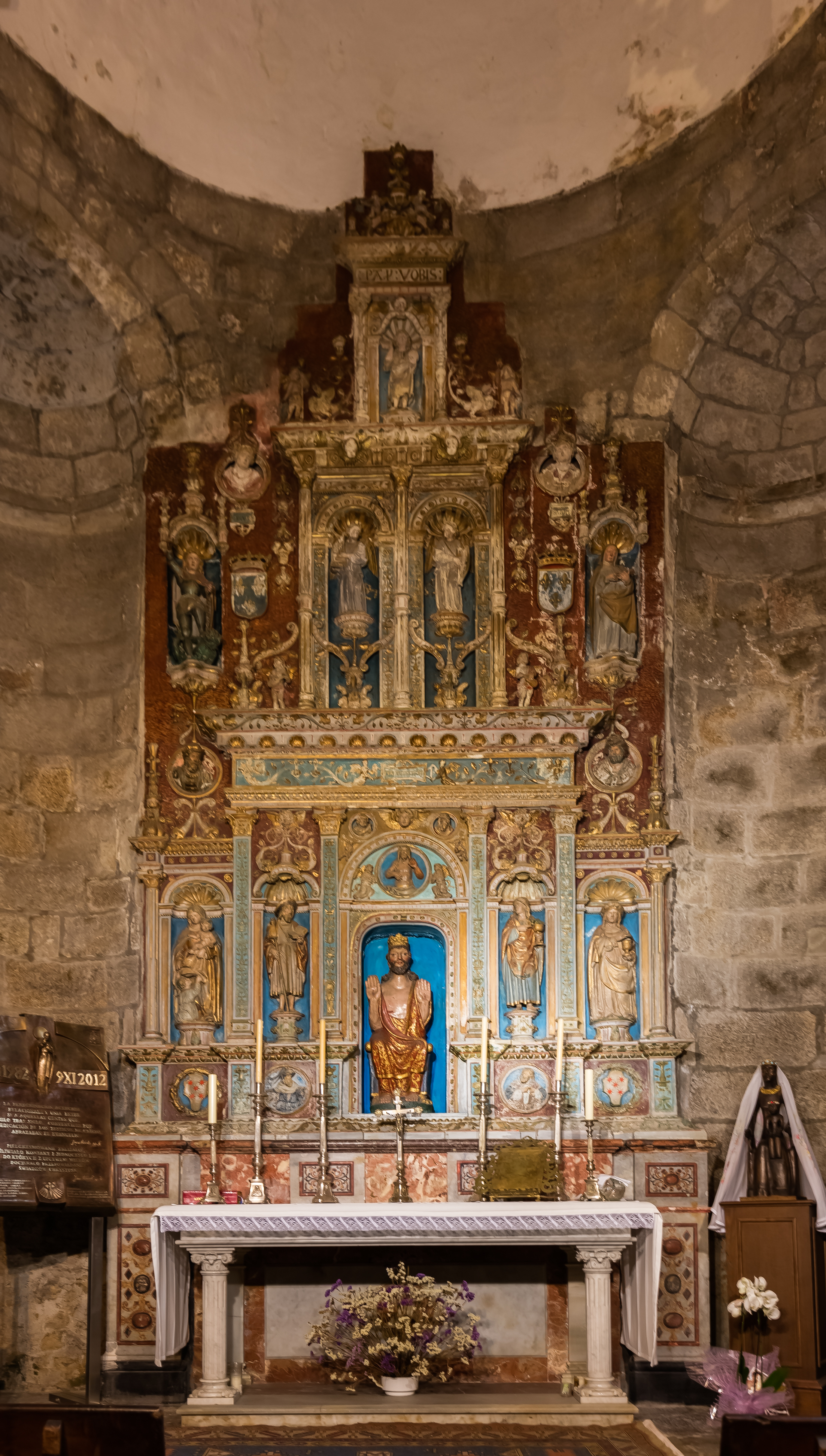
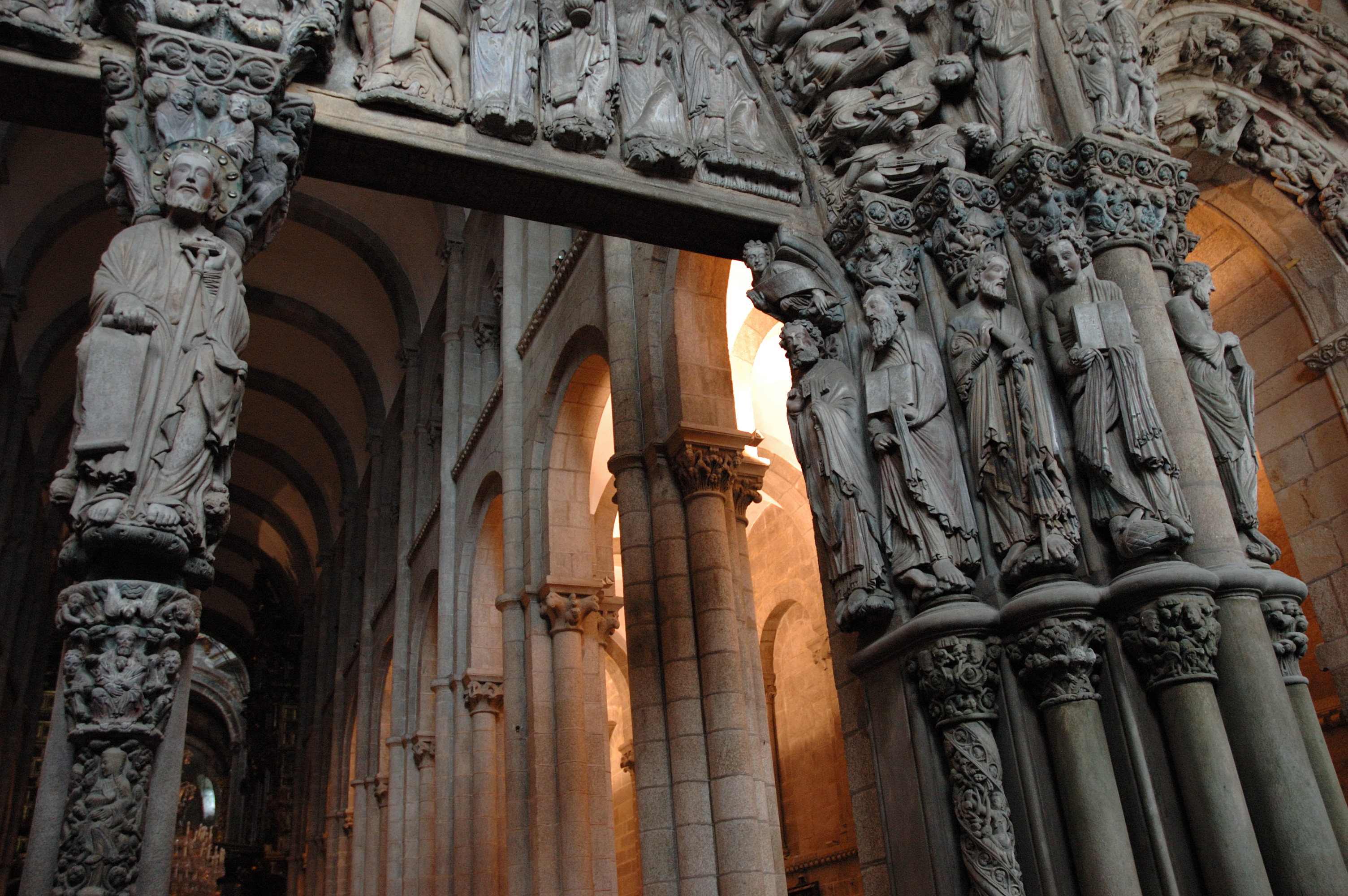
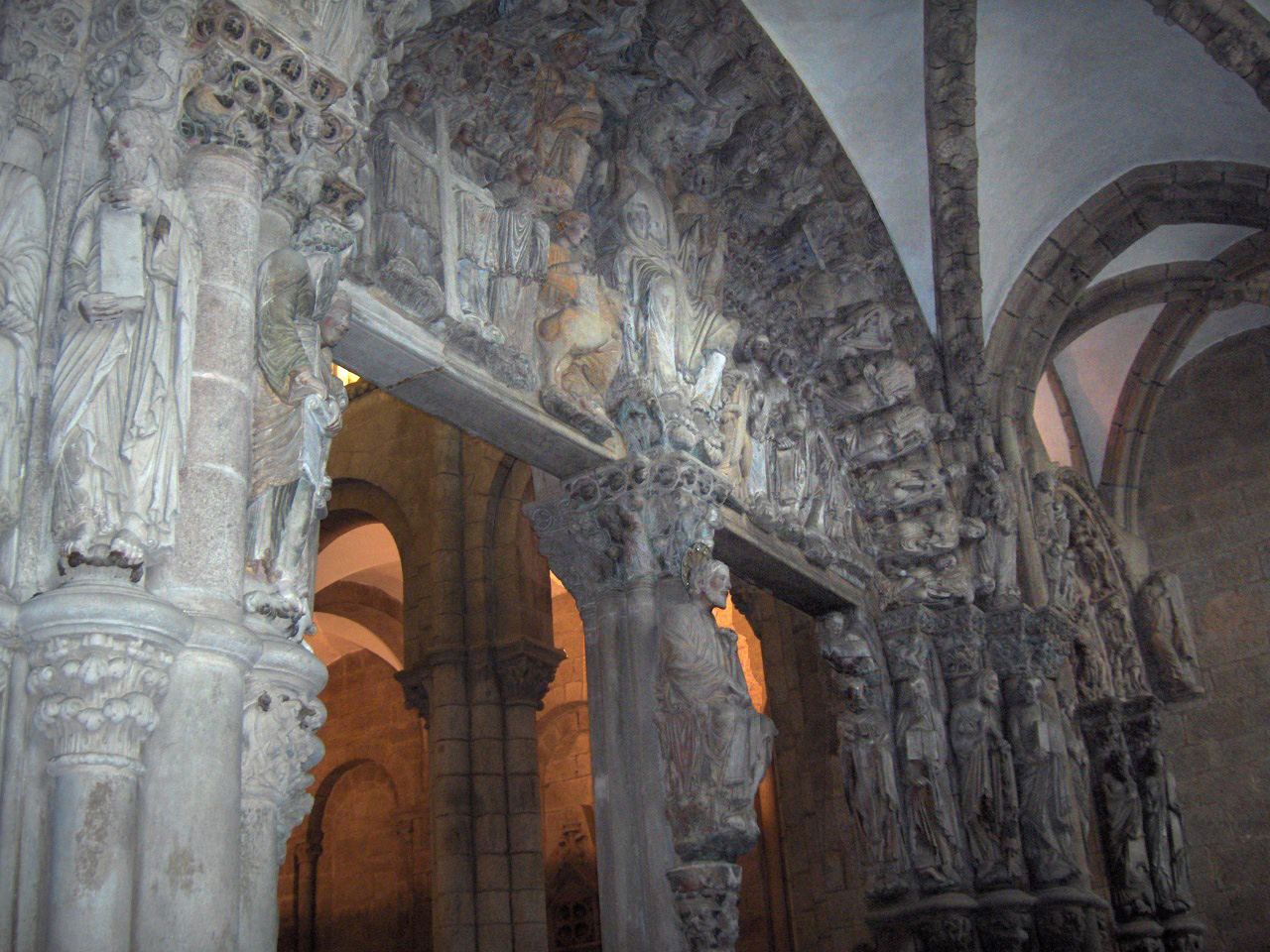